# Drymodes superciliaris
L'usignolo di macchia settentrionale (Drymodes superciliaris Gould, 1850) è un uccello della famiglia dei Petroicidi endemico dell'Australia nord-orientale.

## Tassonomia
Attualmente, dopo che l'usignolo di macchia papua, con le sue due sottospecie, è stato classificato come specie a parte, la specie risulta essere monotipica.
Una sottospecie putativa, D. s. colcloughi, nota come usignolo di macchia del fiume Roper, venne descritta da Gregory Mathews nel 1914 a partire da presunti esemplari catturati nel Territorio del Nord dell'Australia. Tuttavia, non vi sono più stati avvistamenti di questo animale nell'area; inoltre, anche la provenienza degli esemplari descritti è stata messa in discussione, e attualmente la validità di questo taxon è controversa.